# Ada Buisson
Ada Buisson   (Battersea, 26 de març de 1839 - Boulogne-sur-Mer, 27 de desembre de 1866) va ser una novel·lista anglesa rememorada per les seves històries de fantasmes.

## Biografia
Nascuda al barri de Londres de Battersea a mitjan segle xix, va ser la tercera filla dels set que van tenir el comerciant d'origen francès Jean François (àlies John Francis) Buisson i la seva dona, Dorothy Jane (abans de casar-s'hi, Dorothy Smither). El més gran de tots era Leontine Cooper, que esdevindria professor, sindicalista, sufragista i feminista a Queensland, a Austràlia. El seu pare va declarar-se en bancarrota el 1842, o sigui que vers el 1850 la seva família es va mudar a Brighton, on la seva mare va morir el 1852. Així, del 1854 al 1855, amb les seves germanes Leontine i Irma, va estudiar Filosofia Moral i Història Natural a la universitat solament per a dones Bedford College de Londres. Va morir el 1866, a 27 anys, a Boulogne-sur-Mer.

## Obra
Durant el seu breu temps de vida, l'editorialista irlandès John Maxwell va publicar-li la novel·la Put to the Test l'any 1865. La resta de la seva obra, que consisteix en la seva segona novel·la A Terrible Wrong: A Novel i diversos relats, va ser publicada poc després de la mort prematura de Buisson. Molts dels seus escrits van sortir a la llum a Belgravia, una revista editada per la seva amiga i també novel·lista Mary Elizabeth Braddon, a qui va conèixer a través del seu marit, el mateix John Maxwell. Els texts de Buisson van ser més tard associats erròniament a Braddon per Montague Summers, tota una autoritat en la literatura gòtica.
El seu relat The Ghost's Summons, publicat a Belgravia pòstumament el gener del 1868, ha estat immensament antologitzat en reculls d'històries fantasmals. De fet, el 2022 Belgravia mateix va imprimir un recull original de les cinc composicions de l'autora d'aquest gènere, titulat The Baron's Coffin and Other Disquieting Tales.